# Venera 2MV-2 No.1
Venera 2MV-2 No.1, còn được gọi là Sputnik 21 ở phương Tây, là một phi thuyền của Liên Xô, được phóng vào năm 1962 như là một phần của chương trình Venera, và được dự định để bay sát qua sao Kim. Do một vấn đề với tên lửa phóng nó, nó không thể rời khỏi quỹ đạo Trái Đất thấp, và rơi trở lại bầu khí quyển vài ngày sau đó. Nó là phi thuyền Venera 2MV-2 thứ hai, cả hai đều không rời khỏi quỹ đạo Trái Đất.
Venera 2MV-2 No.1 được phóng lên lúc 00:59:13 UTC ngày 12 tháng 9 năm 1962, trên đỉnh một tên lửa mang tên Molniya 8K78 bay từ vị trí 1/5 tại sân bay vũ trụ Baikonur. Tên lửa thực hiện quá trình phóng cho đến khi cắt đứt giai đoạn Blok I, sau khi đẩy tàu vũ trụ vào quỹ đạo Trái Đất thấp. Sau khi cắt, một trong những van oxy hóa không đóng được, và oxy lỏng đã chảy vào buồng đốt của một trong những động cơ đẩy vernier. Động cơ đẩy vernier phát nổ, khiến tên lửa mất quyền kiểm soát. Điều này dẫn đến sự hình thành các bong bóng trong bơm oxy hóa giai đoạn trên, khiến động cơ giai đoạn trên thất bại chỉ trong thời gian ít hơn một giây sau khi đánh lửa. Tàu vũ trụ đã rơi trở lại bầu khí quyển vào ngày 14 tháng 9 năm 1962, hai ngày sau khi nó được phóng lên.